# バックミンスター・フラー

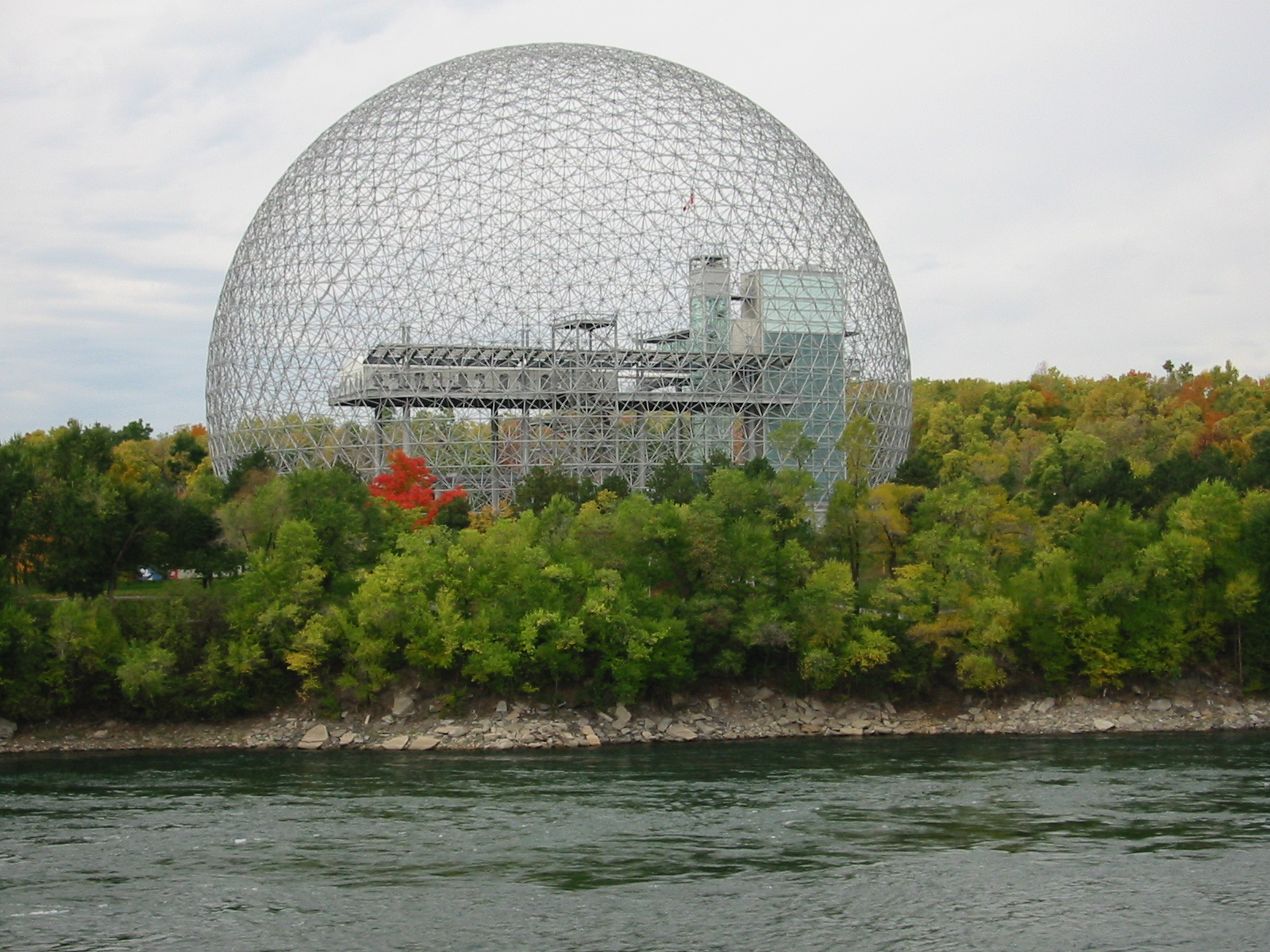
ジオデシック・ドーム（1967年モントリオール万博アメリカ館）

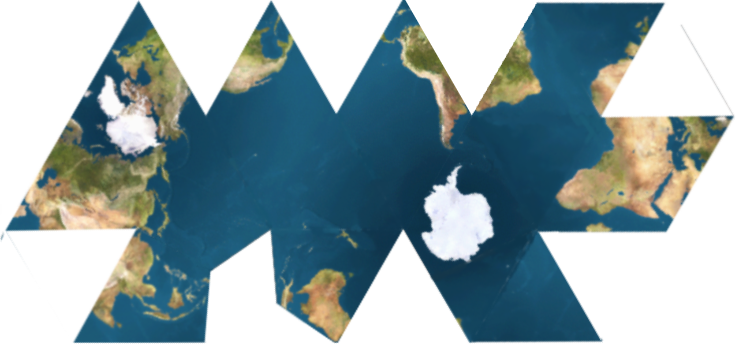
ダイマクション地図（海洋）

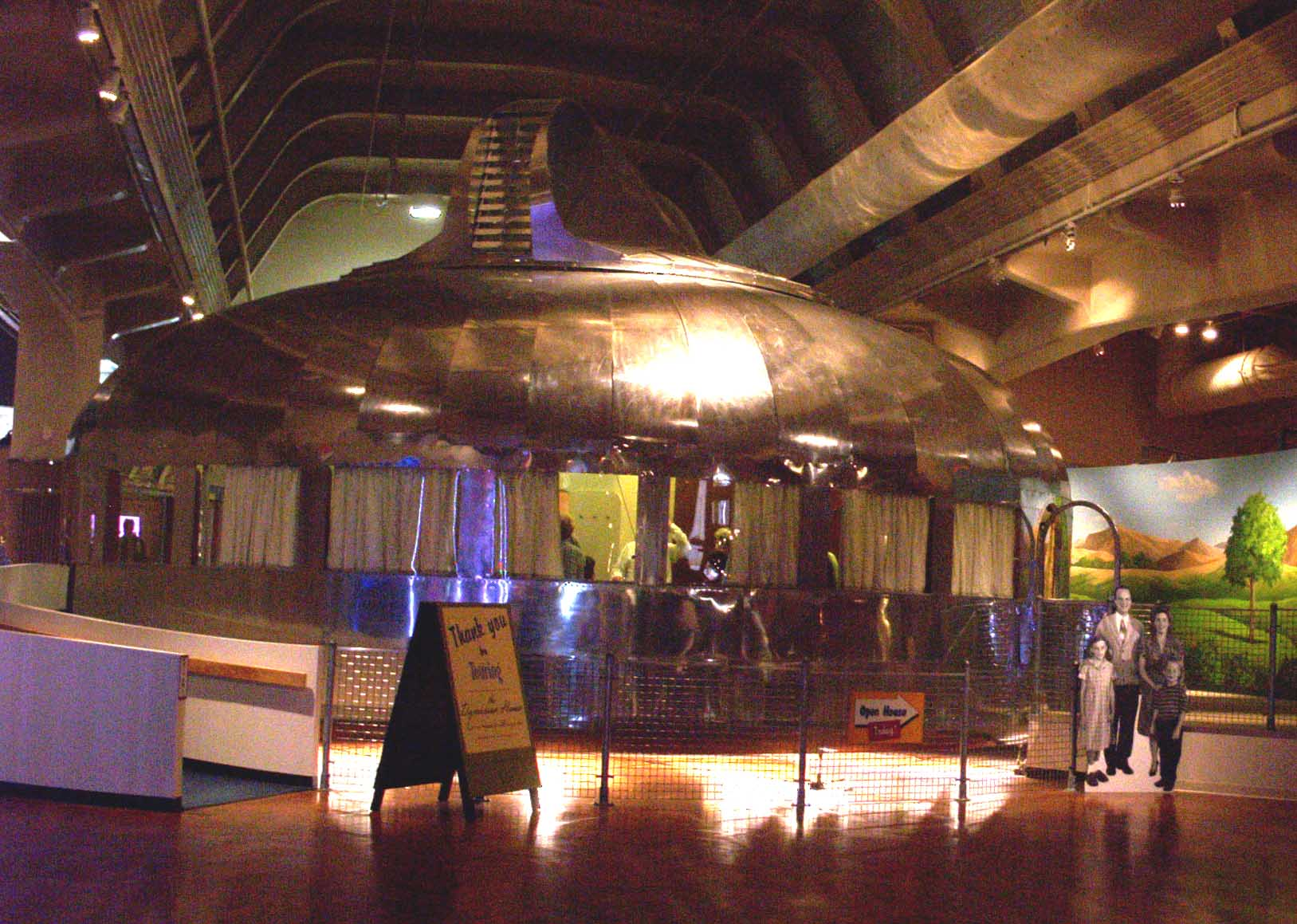
ダイマクション・ハウス

リチャード・バックミンスター・フラー（Richard Buckminster Fullerあるいは R. Buckminster Fuller、1895年7月12日 - 1983年7月1日）は、アメリカ合衆国の思想家、デザイナー、構造家、建築家、発明家、詩人。フラーが影響を与えた建築家の一人にノーマン・フォスターがいる。
フラーはその生涯を通して、人類の生存を持続可能なものとするための方法を探りつづけた。1960年代に「宇宙船地球号」という言葉を唱え、いち早く人類と地球との調和を説いた。建築・デザインの分野で様々な発明を行い、特にジオデシック・ドーム（フラードーム）で有名だが、他にもダイマクション地図、工業化住宅のプロトタイプであるダイマクション・ハウス、ダイマクション・カーなど数多くのものを発明した。
また全28冊の著作によって、エフェメラリゼーション、シナジェティクス、デザインサイエンスなどの概念も広めた。
1974から1983年にかけてメンサ・インターナショナルの第二代ワールド・プレジデント。1960年フランクリン協会のen:Frank P. Brown Medal 受賞。1967年、ファイ・ベータ・カッパの名誉会員。1968年、アメリカ芸術科学アカデミーフェロー。1970年、アメリカ建築家協会ゴールドメダル受賞。1976年、セントルイス大学図書館協会のen:St. Louis Literary Award受賞。

## 生涯
ボストン郊外のミルトンで、Richard Buckminster FullerとCaroline Wolcott Andrewsの子として誕生。大叔母にマーガレット・フラー（ジャーナリスト、評論家、女性権利の活動家）がいる。
フリードリヒ・フレーベル幼稚園に通園。学校の幾何の授業では黒板上のチョークのドットが数学的な（空の）" 点 "を表し直線は無限に延長できるとする考え方に反論し、それを非論理的と見なすような子だった（このような考え方から、後にシナジェティクスへとたどり着くことになった）。子供時代は森で得られる材料でものを作ったり道具を自作したりし、またボートの人力推進装置の実験を行ったりし、12歳までに、"押し引き"の動作で作動し船尾の垂直壁の部分に装着する、傘を逆さにしたような形状の装置を発明した。工作機械操作者の資格を取得し、プレスブレーキなど板金加工の知識を身につける。
en:Milton Academyで学び、1913年にハーバード大学に進学するも、1年目で停学を2度くらい、退学。ハーバード通学の合間に、カナダの織物工場で機械技師として働いたり、食肉加工会社で労働者として勤務し、第一次世界大戦期にはアメリカ海軍に従軍し船舶無線の操作の仕事をしたり、レスキュー船en:USS Incaの指揮者の仕事などをした。第一次世界大戦が終了すると軍から開放され、マネジメントの仕事を求めて再び食肉加工産業に戻った。1917年にAnne Hewlettと結婚。義理の父親とともにen:Stockade Building Systemという軽量・防水・対火の家を開発した。
1922年が彼の人生の転機になったとフラーは後に振り返っている。フラー研究の著作があるスタンフォード大のBarry Katzは、フラーにとってこの時期は憂鬱や不安に満ちていたとしている。1922年、フラーの娘が4歳の誕生日を目前にしてポリオと髄膜炎の合併症で亡くなる。娘が亡くなることになったのはフラーの住環境が多湿で隙間風が多かったことが原因だったのではないかと疑い、それが上述のStockade Building System（安あがりで効率のよい屋根構造のシステム。建設に手間がかからないと同時に軽量で、大きなスパンを覆うことのできるもの）の販売のビジネスをしようという動機となった。だがこのビジネスに失敗し人生に絶望。自殺をしようと思い、32歳だった1927年、ミシガン湖に行き、冷たい湖水に身を投じようとした。しかし、ある考えが浮かび、自殺を思いとどまった。
（なお「安上がりで効率のよい屋根」というコンセプトは、第二次大戦後に展開された一連のジオデシック・ドームとなり実を結ぶ。それらは、スペース・フレームの原理にのっとって、木材、合板、アルミニウム、ペーパーボード、プレストレスト・コンクリート、さらに竹、など多種多様の材料で作り出したものであった。その最大のものは、ルイジアナ州、バトン・ルージュにあるが、直径は384フィートで、1958年に作られたものである。）
その他にも、テンセグリティや、今日一般的に見られるドームスタジアムの開発・設計、オクテットトラス構造の特許を取得し、世界各地にオブザーバー、提案者として請われ広範に活動した。
また、彼はその生涯でクロノファイルと名づけた詳細な自らの活動の記録（日誌）を膨大な量残したことでも知られる。それらは、バックミンスター・フラー・インスティテュートに保管されている。
晩年には世界中で講演し、また数多くの名誉博士号を受けた。しかし、その業績は然るべき評価を受けたとは言い難く、彼の発明のほとんどは生産されず、また関わったほとんどの分野（建築など）では厳しい批評に晒されるか、ユートピア主義者とされ無視された。
しかし、彼の特許やそうでなくても、提案されたコンセプト等は、「全地球カタログ」などを通じて当時のヒッピー文化にも影響を与え、「宇宙船地球号」など現在の社会の大きな要素となっているものも少なくない。
「炭素60」（C60）と呼ばれる炭素のクラスター状分子はジオデシック・ドームと同じ構造を持つことから、彼にちなんで「バックミンスターフラーレン（フラーレン）」または「バッキー・ボール」と命名された。

## 思想

### バックミンスター・フラーの富の概念
フラーは独特の富の概念を公言していた。それは、一般的に私たちの大部分に認められている貨幣ではなく人間の生命を維持・保護・成長させるものとした。それらを達成するための衣・食・住・エネルギーを、そして究極的にはより効率的に成し遂げるための形而上的なものであるノウハウの体系であるテクノロジー、それ自体が更に発展し続ける、それこそが「富」の本質であるとした。
「自分の時間をより有効な探査的な投資に解放すれば、それは自分の富を増やすことになる」
この言葉にも彼の独特の富の概念が現れている。

## 発明
- ジオデシック・ドーム
- トラス構造
- テンセグリティ
- ダイマクション・マップ
- ダイマクション・ハウス
- ダイマクション・カー
- ユニットバス
- フライズアイ・ドーム

## 年譜
- 1895年7月12日、アメリカ合衆国マサチューセッツ州ミルトンに生まれた。
- 1913年、ハーバード大学入学。
- 1915年、中退。機械整備工として働き始める。
- 1917年、メリーランド州、アナポリスの海軍兵学校入学。アメリカ海軍に勤務。船の航海中航跡の泡から直観を得る。建築家ジェームス・モンロー・ヒューレットの娘アン・ヒューレットと結婚。海軍の移動体、固定局間の無線通信実験に立ち会う。第一次世界大戦後除隊。長女アレクサンドラ誕生。会社勤めするも倒産。
- 1922年、ジェームス・モンロー・ヒューレット発明の「ストッケード・ブロック」（軽量ブロック）製造発売を主とする会社を設立。同年、長女アレクサンドラ病死、失意により酒におぼれる。
- 1926年、事業に失敗、社長辞任。
- 1927年、次女アレグラ誕生。シカゴに移住。自殺を考えるもミシガン湖畔で回心。以後1917年の直観をもとに研究生活へ。「エネルギー／シナジー幾何学」をまとめる。
- 1930年、アメリカン・ラジエーター・スタンダード・サニタリー社の研究員となる。生命保険を解約しその資金で雑誌『シェルター』創刊。
- 1933年1月出資者の資金数千ドルによりコネチカット州ブリッジボードの元ロコモービル社工場を借り、27人でダイマクション・カーを開発開始。
- 1934年、シカゴ国際博覧会「進歩の世紀」で試作3号車展示。
- 1938年、フォーチュン誌の科学技術顧問。
- 1940年、バトラー社でダイマクション展開ユニット開発。
- 1944年、カンザス州ウィチタでダイマクション・ハウス「ウィチタハウス」制作実験。
- 1947年、ジオデシック・ドーム発明
- 1949年、ジオデシック社を興す。MIT、シカゴデザイン大学客員教授。
- 1952年、フォード社と契約し、ジオデシック・ドームを実現させる準備を始める。
- 1954年、シナジェティックス社を興す。ジオデシック・ドームの特許を取得し、アメリカ海軍に採用される。
- 1954年、プライドームス社を興す。
- 1959年、モスクワ万博アメリカ館にジオデシック・ドームが採用される。南イリノイ大学カーボンデール校准教授に就任。
- 1959年、マンハッタン・ドーム計画
- 1965年、フラー・アンド・サダオ設立。
- 1967年、モントリオール万博アメリカ館。
- 1983年7月1日、ロサンゼルスで死亡。87歳。同年、妻アン死亡。

## 著作
- 1928年『4-D』
- 1960年『バックミンスター・フラーのダイマキシオンの世界』ロバート・W.マークス共著, 木島安史, 梅沢忠雄共訳. 鹿島出版会, 1978
- 『宇宙時代の新住宅 フーラー原理の秘密』読売新聞社科学報道本部訳. 読売新聞社, 1961
- 1963年『No More Secondhand God』『Educatuib Automation』
- 1964年『World Design Science Decade Documents 1-4』
- 1968年『宇宙船地球号操縦マニュアル』東野芳明訳　西北社、1985（改題:「宇宙船「地球」号」ちくま学芸文庫、2000年
- 『宇宙船「地球」号 フラー人類の行方を語る』東野芳明訳. ダイヤモンド社, 1972
- 1969年『Utopia or Oblivion』
- 1970年『I Seem to Be a Verb』
- 1972年『Intuition』
- 1975年『Synagetics』『コズモグラフィー :シナジェティクス原論』梶川泰司訳. 白揚社, 2007.
- 1978年『バックミンスター・フラーの宇宙学校』金坂留美子訳　めるくまーる社　1987
- 1978年『Synagetics2』
- 1982年『テトラスクロール　少女ゴールディと3匹の熊たち』芹沢高志訳　めるくまーる社 ISBN 4839700230
- 1983年『Grunch of Giants』
- 『フラーがぼくたちに話したこと』リチャード・J.ブレネマン編, 芹沢高志, 高岸道子 訳. めるくまーる, 1990
- 『クリティカル・パス 人類の生存戦略と未来への選択』梶川泰司訳. 白揚社, 1998
- 『宇宙エコロジー バックミンスター・フラーの直観と美』梶川泰司著. 美術出版社, 2004

## 関連書籍
- 『宇宙エコロジー―バックミンスター・フラーの直観と美』R・バックミンスター・フラー原著、梶川泰司 著 美術出版社　2004年　ISBN 4568600324
- 『クリティカル・パス―人類の生存戦略と未来への選択』バックミンスター・フラー、 梶川泰司　訳 白揚社 ISBN 4826900848
- 『バックミンスター・フラーの世界―21世紀エコロジー・デザインへの先駆』Jay Baldwin 原著、ジェイ ボールドウィン 著、梶川泰司 訳　美術出版社 ISBN 4568600316
- J. McHale, R. B. Fuller,1962
- F. Otto, Thsde Structures,  1967
- The Buckminster Fuller Reader, ed. I. Miller, 1970
- 『フラーがぼくたちに話したこと』 R・J・ブレネマン編
- 『バックミンスター・フラーデザイン・ヒーローズ』マーティン・ポーリー　鹿島出版会 ISBN 4306093271
- 『コズモグラフィー』バックミンスター・フラー、 梶川泰司　訳 白揚社 ISBN 978-4-8269-0135-2